# Ялтуново
Ялтуново — деревня в Рязанском районе Рязанской области. Входит в Окское сельское поселение.

## География
Находится в центральной части Рязанской области на расстоянии приблизительно 18 км на юг-юго-восток по прямой от вокзала станции Рязань I.

## История
Еще на карте 1840 года здесь были отмечены Ялтуновские постоялые дворы. На карте 1850 года здесь уже была отмечена как Ялтунова слобода с 25 дворами. В 1859 году здесь (тогда деревня Ялтунова Рязанского уезда Рязанской губернии) было учтено 34 двора, в 1897 — 84.

## Население
Численность населения: 313 человек (1859 год), 741 (1897), 225 в 2002 году (русские 92 %), 164 в 2010.